# Brassica tyrrhena
Brassica tyrrhena är en korsblommig växtart som beskrevs av Giotta, Piccitto och Pier Virgilio Arrigoni. Brassica tyrrhena ingår i släktet kålsläktet, och familjen korsblommiga växter. Inga underarter finns listade i Catalogue of Life.